# Grönskär (Vårdö, Åland)
Grönskär är en ö i Åland (Finland). Den ligger i Skärgårdshavet och i kommunen Vårdö i landskapet Åland, i den sydvästra delen av landet. Ön ligger omkring 34 kilometer nordöst om Mariehamn och omkring 260 kilometer väster om Helsingfors.
Öns area är 4,1 hektar och dess största längd är 350 meter i nord-sydlig riktning. Ön höjer sig omkring 10 meter över havsytan.